# Rosalija Iwanowna Kotowitsch
Rosalija Iwanowna Kotowitsch (russisch Розалия Ивановна Котович, verh.: Kotowitsch-Kadotschnikowa russisch Котович-Кадочникова; geb. 17. September 1913; gest. 18. Dezember 2001 in Sankt Petersburg) war eine sowjetische bzw. russische Theater- und Film-Schauspielerin.

## Biografie
Rosalija Kotowitsch entstammte einer jüdischen Familie, ihr Vater war in Białystok als Geiger beschäftigt. Sie studierte am Leningrader Jugendtheater unter dem Regisseur Boris Wylfowitsch Son und, nach der Zusammenlegung der Institute, am Technikum für darstellende Kunst. 1935 beendete die junge Frau ihre Ausbildung, als Abschlussprüfung diente Alexander Ostrowskis Bearbeitung des Snegurotschka-Motivs. Im Anschluss trat Kotowitsch an ihrer Lehrstätte zehn Jahre als Darstellerin auf, wobei Son weiterhin als Vorgesetzter fungierte.
Während des Studiums lernte sie Pawel Kadotschnikow kennen. Im Rahmen der Proben zu Snegurotschka entwickelte sich eine Liebesbeziehung, 1934 heirateten beide. Aufgrund der schwierigen finanziellen Lage lebten sie anfangs getrennt und anschließend in der Wohnung von Kadotschnikows Eltern. 1944 kam der gemeinsame Sohn Pjotr und 1969 dessen Tochter Natalja zur Welt. Kotowitsch verzichtete zugunsten der Familie auf eine weitere Schauspiellaufbahn, während ihr Mann ein gefeierter Darsteller wurde.
Im fortgesetzten Alter war sie 1969 in Snegurotschka, einer erneuten Adaption des Märchenstoffes, erstmals auf der Leinwand zu sehen. Es sollte bis 1983 auch das einzige Engagement der dunkelhaarigen Mimin vor der Kamera bleiben. Danach nahm sie bis Mitte der 1990er Jahre noch sechs weitere kleine Rollen an.
Pjotr Kadotschnikow, der seinen Eltern beruflich nachfolgte, starb 1981 bei einem Unfall in der Nähe von Sniečkus. 1999 wurde Kotowitsch Witwe. Sie verschied 88-jährig und wurde auf dem Serafimowskoje-Friedhof neben ihrem Mann und dem gemeinsamen Sohn beigesetzt.
Natalja Kadotschnikowa arbeitet ebenfalls als Schauspielerin und leitet außerdem die Produktionsfirma „Dinastija Pawla Kadotschnikowa“.

## Theaterarbeit
- 1935: Snegurotschka – von Alexander Ostrowski
- 1936: Продолжение следует (Prodolschenije sledujet) – von Aleksandra Brusztein
- 1936: Голубое и розовое (Goluboje i rosowoje) – von Aleksandra Brusztein
- 1937: Сказки Пушкина (Skaski Puschkina) – nach Alexander Puschkins Zar Saltan
- 1939: Die Schneekönigin (Sneschnaja korolewa) – von Jewgeni Schwarz
- 1941: День живых (Den schibych) – von Aleksandra Brusztein
- 1943: Der Unsterbliche (Bessmertny) – von Alexei Arbusow und Alexander Konstantinowitsch Gladkow

## Filmografie
- 1969: Snegurotschka
- 1983: Я тебя никогда не забуду (Ja tebja nikgda ne sabudu)
- 1984: Блистающий мир (Blistajuschtschi mir)
- 1985: Картина (Kartina) (Fernsehdreiteiler)
- 1988: Серебряные струны (Serebrjanyje struny)
- 1991: Анна Карамазофф (Anna Karamazoff)
- 1992: Билет в красный театр, или Смерть гробокопателя (Bilet w krasnych teatr, ili Smert grobokopatelja)
- 1994: Das Jahr des Hundes (God sobaki)